# Karl Wilhelm von Keyserlingk
Karl Wilhelm von Keyserlingk (ur. 14 sierpnia 1869, zm. 28 grudnia 1928 we Wrocławiu) – niemiecki arystokrata.

## Życiorys
Urodził się 14 sierpnia 1869 r., należał do hrabiowskiej linii rodziny von Keyserlingk. Żonaty z wrocławianką Johanną Clarą Skene. Wraz z żoną zarządzał majątkiem w Kobierzycach. Jego żona przypisywała sobie dar jasnowidzenia i była wyznawczynią ruchu antropozoficznego, u podstaw której leżały poglądy okultysty i filozofa Rudolfa Steinera. W 1924 r. wspólnie zaprosili Steinera do Kobierzyc, gdzie zorganizowali kurs wykładający związki duchowości z rolnictwem. Wykłady te uznaje się za pierwszy na terenie obecnej Polski kurs permakultury, której podstawą było ograniczenie wpływu człowieka na działanie natury. Karl Wilhelm von Keyserlingk został właścicielem majątków w Zastrużu i Krukowie, które nabył w 1928 roku.
Zmarł 28 grudnia 1928 r. we Wrocławiu, a 5 stycznia następnego roku urna z jego prochami została pochowana na terenie majątku w Zastrużu. Pod koniec II wojny światowej majątek w Zastrużu zajęła armia radziecka, a jej żołnierze zniszczyli cmentarz, jednak urna Karla Wilhelma uniknęła zniszczenia, gdyż została zakopana pod drzewem.
W 2011 r. do Żarowskiej Izbie Historycznej zgłosił się mieszkaniec, który przyniósł pustą urnę. W 2024 r. urnę przekazano pełnomocnikom jego wnuczki Michaeli von Keyserlingk.